# نلس
نلس (انگلیسی: Neles) شرکت مهندسی فنلاندی است، که در سال ۲۰۲۰ تأسیس شد.